# Villanueva (ort i Colombia, La Guajira, lat 10,61, long -72,98)
Villanueva är en ort i Colombia.   Den ligger i departementet La Guajira, i den norra delen av landet, 700 km norr om huvudstaden Bogotá. Villanueva ligger 239 meter över havet och antalet invånare är 18 699.
Terrängen runt Villanueva är varierad. Runt Villanueva är det ganska tätbefolkat, med 108 invånare per kvadratkilometer. Närmaste större samhälle är San Juan del Cesar, 18,6 km norr om Villanueva. Omgivningarna runt Villanueva är huvudsakligen savann.